# Iso-Tarjanne
Iso-Tarjanne är en storsjö i södra Finland med en area på 220 km² och största djupet är nästan 68 meter. Den är en del av Kumo älvs vattensystem. Iso-Tarjanne består av fem sjöar, som är sammanbundna med smala sund.
De ingående sjöarna är, från norr mot söder, Vaskivesi, Visuvesi, Tarjannevesi (centralsjön, största djup 67,8 m.), Palovesi och Ruovesi.